# Lista de deputados estaduais do Pará da 10.ª legislatura
Essa é uma lista de deputados estaduais do Pará eleitos para o período 1983-1987.

## Composição das bancadas
| Partido | Líder          | Bancada | Posição  |
| ------- | -------------- | ------- | -------- |
| PMDB    | Paulo Fonteles | 20 / 39 | Governo  |
| PDS     | Nilton Peres   | 19 / 39 | Oposição |

## Deputados estaduais
Na disputa pelas trinta e nove vagas da Assembleia Legislativa do Pará o PMDB  conquistou vinte e o PDS dezenove.
| Número | Deputados estaduais eleitos  | Partido | Votação | Percentual | Cidade onde nasceu  | Unidade federativa |
| 11111  | Ronaldo Passarinho           | PDS     | 41.103  | 4,18%      | Belém               | Pará               |
| 15507  | Maria de Nazaré Barbosa      | PMDB    | 33.818  | 3,44%      | Altamira            | Pará               |
| 15549  | Célio Sampaio                | PMDB    | 32.422  | 3,30%      | Castanhal           | Pará               |
| 11310  | Eloy Santos                  | PDS     | 20.412  | 2,07%      | Ananindeua          | Pará               |
| 15981  | Antônio Alves Teixeira       | PMDB    | 19.929  | 2,02%      | Castanhal           | Pará               |
| 15880  | Nicias Ribeiro               | PMDB    | 16.757  | 1,70%      | Belém               | Pará               |
| 11552  | Nilton Peres                 | PDS     | 16.621  | 1,69%      | Cametá              | Pará               |
| 15343  | Paulo Roberto                | PMDB    | 15.151  | 1,54%      | Santarém            | Pará               |
| 15441  | Mariuadir Santos             | PMDB    | 14.595  | 1,48%      | Piçarra             | Pará               |
| 11450  | Fernando Bahia               | PDS     | 13.860  | 1,41%      | Ananindeua          | Pará               |
| 15574  | Amílcar Moreira              | PMDB    | 13.831  | 1,40%      | Cametá              | Pará               |
| 11905  | Herbert Matos Veríssimo      | PDS     | 13.451  | 1,37%      | Marituba            | Pará               |
| 15964  | Alcides Corrêa               | PMDB    | 13.425  | 1,36%      | São Félix do Xingu  | Pará               |
| 15152  | Hermínio Calvinho Filho      | PMDB    | 13.192  | 1,34%      | Belém               | Pará               |
| 15313  | Paulo Fonteles               | PMDB    | 13.039  | 1,32%      | Belém               | Pará               |
| 15150  | Gabriel Guerreiro            | PMDB    | 12.613  | 1,28%      | Oriximiná           | Pará               |
| 15138  | Lucival Barbalho             | PMDB    | 12.513  | 1,27%      | Belém               | Pará               |
| 11424  | Paulo Imbiriba Lisboa        | PDS     | 12.142  | 1,23%      | Marabá              | Pará               |
| 11210  | Aziz Mutran Neto             | PDS     | 11.919  | 1,21%      | Marabá              | Pará               |
| 11596  | Carlos Antônio Estácio       | PDS     | 11.583  | 1,17%      | Salvaterra          | Pará               |
| 11886  | Edson Matoso                 | PDS     | 11.352  | 1,15%      | Anapu               | Pará               |
| 11202  | José Alfredo Silva Hage      | PDS     | 11.167  | 1,13%      | Belém               | Pará               |
| 11418  | Fausto Fernandes             | PDS     | 11.066  | 1,12%      | Caculé              | Bahia              |
| 11224  | Flávio Cezar Franco          | PDS     | 11.006  | 1,12%      | Belém               | Pará               |
| 15524  | Luis Maria Soares            | PMDB    | 10.645  | 1,08%      | Cachoeira do Arari  | Pará               |
| 15321  | José Guilherme Silva Ribeiro | PMDB    | 10.504  | 1,06%      | Capanema            | Pará               |
| 11460  | Antônio da Silva Pereira     | PDS     | 10.336  | 1,05%      | Teixeira            | Maranhão           |
| 15605  | Edson Sousa Batista          | PMDB    | 10.332  | 1,05%      | Terra Santa         | Pará               |
| 11437  | Haroldo Bezerra              | PDS     | 10.319  | 1,05%      | Cametá              | Pará               |
| 15583  | Aldo Bernal de Almeida       | PMDB    | 10.083  | 1,02%      | Curionópolis        | Pará               |
| 15582  | Eladyr Nogueira Lima         | PMDB    | 10.001  | 1,01%      | Cametá              | Pará               |
| 15991  | Romero Ximenes Ponte         | PMDB    | 9.910   | 1,00%      | Belém               | Pará               |
| 11131  | Victor Hilário da Paz        | PDS     | 9.796   | 0,99%      | Santarém            | Pará               |
| 15651  | Mário Chermont               | PMDB    | 9.597   | 0,97%      | Rio de Janeiro      | Rio de Janeiro     |
| 15972  | Itamar Francês               | PMDB    | 9.595   | 0,97%      | Ananindeua          | Pará               |
| 11912  | Álvaro de Oliveira Freitas   | PDS     | 9.498   | 0,96%      | Uruará              | Pará               |
| 11204  | Almir Tavares Lima           | PDS     | 9.105   | 0,92%      | Jacareacanga        | Pará               |
| 11316  | Guaracy Silveira             | PDS     | 8.960   | 0,91%      | Belém               | Pará               |
| 11353  | Aldebaro Klautau             | PDS     | 8.599   | 0,87%      | Belém               | Pará               |
| 11554  | Paulo Martins Ramalho        | PDS     | 8.291   | 0,84%      | Santa Cruz do Arari | Pará               |